# Polnische Badminton-Mannschaftsmeisterschaft 1991
Die Polnische Badminton-Mannschaftsmeisterschaft der Saison 1990/1991 gewann das Team von Technik Głubczyce. Es war die 18. Austragung der Titelkämpfe.

## Endstand
| Platz | Mannschaft         |
| ----- | ------------------ |
| 1.    | Technik Głubczyce  |
| 2.    | Motus Koszalin     |
| 3.    | Stal Płock         |
| 4.    | AZS UW Warszawa    |
| 5.    | Wilga Garwolin     |
| 6.    | AZS AGH Kraków     |
| 7.    | Polonez Warszawa   |
| 8.    | Ruch Radzionków    |
| 9.    | Warmia Olsztyn     |
| 10.   | Warta Gorzów Wlkp. |
| 11.   | AZS PŁ Łódź        |
| 12.   | Zremb Solec Kuj.   |